# Heliconius crenis
Heliconius crenis är en fjärilsart som beskrevs av Jacob Hübner 1816. Heliconius crenis ingår i släktet Heliconius och familjen praktfjärilar. Inga underarter finns listade i Catalogue of Life.